# Osvaldo Ramón López
Osvaldo Ramón López (Malabrigo, Santa Fe, 4 de septiembre de 1971) es un abogado y político argentino.
Obtuvo el título de abogado en 1995 en la Universidad Nacional del Litoral. En 1998 se radicó en Tierra del Fuego. Ejerció su profesión hasta el año 2007, cuando asumió el cargo de Secretario General de la Central de Trabajadores de la Argentina (CTA) en Río Grande, en el que estuvo hasta el 2011; en el período 2011-2012 fue Secretario del Interior de la misma central obrera. Fue Legislador Provincial desde 2009 hasta 2011 cuando asumió el cargo de senador nacional por el partido Afirmación para una República Igualitaria (ARI) representando a la provincia de Tierra del Fuego. El 27 de julio de 2011 juró como representante de la provincia en reemplazo del senador nacional José Carlos Martínez fallecido durante su mandato.
En el Senado de la Nación integró el bloque Nuevo Encuentro junto con la senadora fueguina María Rosa Díaz; es integrante de las comisiones de Infraestructura, Vivienda y Transporte (vocal), Asuntos Administrativos y Municipales (vocal), Seguridad Interior y Narcotráfico (vocal), Derechos y Garantías (vice), Legislación General (vocal), Defensa Nacional (vocal), Economía Nacional e Inversión (vocal).
En febrero de 2013 un sector del Frente Nuevo Encuentro conformó el partido «Encuentro Democrático para la Victoria» (EDPV) liderado por el senador López.
Tras la sanción de la Ley de Matrimonio Igualitario, López contrajo matrimonio el 10 de octubre de 2010 con Javier Calisaya, su pareja desde hacía seis años, convirtiéndose en el primer funcionario argentino casado con una persona del mismo sexo.

## Actividad parlamentaria
Proyectos de ley presentados e impulsados:
- Régimen de igualación de oportunidades laborales para personas trans. Estableciendo la creación de un cupo mínimo prioritario en la planta de la administración pública nacional, para personas trans que reúnan las condiciones de idoneidad para el cargo.
- Pensión reparatoria para personas trans. Proyecto de ley que establece que las personas transexuales tengan el derecho de recibir una pensión cuyo monto sea igual al de la jubilación mínima.[6]
- Regulación del trabajo sexual autónomo. 2013. Para que el trabajador o trabajadora sexual mayor de edad que ejerza la actividad de manera autónoma y voluntaria tenga los derechos y obligaciones correspondientes a cualquier otro trabajador autónomo (acceder al beneficio de la jubilación, tener una obra social, pagar impuestos, etc.) El proyecto de ley también propone la creación de la «Oficina Nacional de Protección al Trabajo Sexual (ONPTS)».[7][8]
- Reformulación del sistema de licencias por maternidad y paternidad. Proyecto que amplía derechos agregando permisos especiales cuando se presenten embarazos de alto riesgo, el otorgamiento de dos descansos por día de una hora de duración cada uno en período de lactancia y hasta dos años posteriores al nacimiento, el derecho a una indemnización agravada en caso de despido de la mujer o de su cónyuge por razones de nacimiento o adopción y la ampliación de las licencias por maternidad y paternidad a 180 días.[9]
- Reducción horaria de la jornada laboral. Este proyecto apunta a reducir la jornada de trabajo a seis horas diarias (treinta y seis horas semanales) sin recorte salarial, para los trabajadores en relación de dependencia tanto en el sector público como en el privado.[10]
- Conectividad e integración continental de Tierra del Fuego. Presentado por los senadores José Martínez y María Rosa Díaz a comienzos de 2011. A fines del 2012 el Poder Ejecutivo Nacional promulgó la Ley 26.676 que define como política de Estado la integración de Tierra del Fuego con el continente a través del «Corredor Marítimo Austral».[11]